# Campeonato Sudamericano de Football 1963
Il Campeonato Sudamericano de Football 1963 fu la ventottesima edizione della Copa América. Ad organizzarla fu la Bolivia dal 10 al 31 marzo 1963.

## Città e stadi
Due furono gli stadi che ospitarono le gare:
| Città      | Stadio                 |
| ---------- | ---------------------- |
| La Paz     | Estadio Hernando Siles |
| Cochabamba | Estadio Félix Capriles |

## Nazionali partecipanti
| N° | Nazione   | Iscrizione CONMEBOL | Note                                    |
| -- | --------- | ------------------- | --------------------------------------- |
| 1  | Argentina | 1916                |                                         |
| 2  | Brasile   | 1916                |                                         |
| 3  | Cile      | 1916                | Rinuncia                                |
| 4  | Uruguay   | 1916                | Detentore Coppa America 1959 - Rinuncia |
| 5  | Paraguay  | 1921                |                                         |
| 6  | Perù      | 1925                |                                         |
| 7  | Bolivia   | 1926                | Nazione ospitante                       |
| 8  | Ecuador   | 1927                |                                         |
| 9  | Colombia  | 1936                |                                         |
| 10 | Venezuela | 1952                | Rinuncia                                |

## Formula
La formula prevedeva che le sette squadre partecipanti si affrontassero in un unico girone all'italiana, la cui prima classificata avrebbe vinto il torneo. Per ogni vittoria si attribuivano 2 punti, 1 per ogni pareggio e 0 per ogni sconfitta.

## Risultati
| Arbitro: | Yamasaki |

|                                                   |           |                                                   |
| R. López 16’ Castillo 27’ Alcócer 55’ Camacho 80’ | Marcatori | 30’ Raffo 44’, 55’ Raymondi Contreras 47’ Bolaños |

| Arbitro: | Etzel Filho |

|                                                  |           |  |
| R. Zárate 3’, 89’ J. Fernández 11’ Rodríguez 87’ | Marcatori |  |

| Arbitro: | Dimas Larrosa |

|                    |           |  |
| Flávio Minuano 16’ | Marcatori |  |

| Arbitro: | Dimas Larrosa |

|                          |           |               |
| Tenemás 62’ Gallardo 76’ | Marcatori | 57’ R. Zárate |

| Arbitro: | Ventre |

|                                       |           |           |
| E. Zárate 9’ Cabrera 57’ Quiñónez 71’ | Marcatori | 28’ Raffo |

| Arbitro: | Antruejo |

|                                                                   |           |            |
| Flávio Minuano 7’, 82’ Marco Antônio 31’ Oswaldo 56’ Fernando 83’ | Marcatori | 85’ Gamboa |

| Arbitro: | Yamasaki |

|                  |           |           |
| Alcócer 22’, 40’ | Marcatori | 4’ Botero |

| Arbitro: | Orrego |

|                       |           |           |
| León 34’ Mosquera 43’ | Marcatori | 20’ Raffo |

| Arbitro: | Antruejo |

|                         |           |  |
| E. Zárate 17’ Ayala 83’ | Marcatori |  |

| Arbitro: | Ventre |

|                                         |           |                                 |
| E. Zárate 10’ Arámbulo 50’ Martínez 89’ | Marcatori | 19’ Campillo 90’ (aut.) Calonga |

| Arbitro: | Yamasaki |

|                                   |           |                         |
| Savoy 34’, 53’, 90’ Rodríguez 58’ | Marcatori | 32’ Pineda 49’ Palacios |

| Arbitro: | Etzel Filho |

|                                    |           |                       |
| Camacho 14’ Alcócer 49’ García 57’ | Marcatori | 40’ Gallardo 80’ León |

| Arbitro: | Ventre |

|                 |           |              |
| F. González 33’ | Marcatori | 25’ Gallardo |

| Arbitro: | Yamasaki |

|                                   |           |  |
| Rodríguez 3’ Savoy 33’ Juárez 86’ | Marcatori |  |

| Arbitro: | Dimas Larrosa |

|                         |           |  |
| Castillo 17’ García 88’ | Marcatori |  |

| Arbitro: | Dimas Larrosa |

|                 |           |                    |
| Oswaldo 5’, 60’ | Marcatori | 84’ Azón 90’ Raffo |

| Arbitro: | Ventre |

|                                            |           |              |
| Martínez 5’, 25’ Cabrera 45’ E. Zárate 77’ | Marcatori | 70’ Gallardo |

| Arbitro: | Yamasaki |

|                                     |           |                    |
| Castillo 12’ Blacut 32’ Camacho 88’ | Marcatori | 27’, 34’ Rodríguez |

| Arbitro: | Dimas Larrosa |

|                                                   |           |                                       |
| Raymondi Contreras 30’ Raffo 37’, 88’ Bolaños 53’ | Marcatori | 46’ Aceros 68’ Botero 75’ H. González |

| Arbitro: | Yamasaki |

|             |           |             |
| Lallana 58’ | Marcatori | 33’ Cabrera |

| Arbitro: | Orrego |

|                                                    |           |                                                     |
| Ugarte 15’, 58’ Camacho 25’ García 62’ Alcócer 86’ | Marcatori | 26’ Marco Antônio 28’ Almir 63’, 66’ Flávio Minuano |

## Classifica finale
| Pos. | Squadra   | Pt | G | V | N | P | GF | GS | DR |
| ---- | --------- | -- | - | - | - | - | -- | -- | -- |
| 1.   | Bolivia   | 11 | 6 | 5 | 1 | 0 | 19 | 13 | +6 |
| 2.   | Paraguay  | 9  | 6 | 4 | 1 | 1 | 13 | 7  | +6 |
| 3.   | Argentina | 7  | 6 | 3 | 1 | 2 | 15 | 10 | +5 |
| 4.   | Brasile   | 5  | 6 | 2 | 1 | 3 | 12 | 13 | -1 |
| 5.   | Perù      | 5  | 6 | 2 | 1 | 3 | 8  | 11 | -3 |
| 6.   | Ecuador   | 4  | 6 | 1 | 2 | 3 | 14 | 18 | -4 |
| 7.   | Colombia  | 1  | 6 | 0 | 1 | 5 | 10 | 19 | -9 |

## Classifica marcatori
6 gol
- Raffo.

5 gol
- Rodríguez;
- Alcócer;
- Flávio;
- R. Zárate.

4 gol
- Savoy;
- Camacho;
- E. Zárate;
- Gallardo.

3 gol
- R. Zárate;
- Castillo e García;
- Oswaldo;
- Raymondi Contreras;
- Martínez.

2 gol
- Ugarte;
- Marco Antônio;
- Aceros, Botero, Campillo;
- Bolaños;
- Cabrera;
- León.

1 gol
- J. Fernández, Lallana e Juárez;
- Blacutt e R. López;
- Almir e Fernando;
- H. González e F. González;
- Azón, Palacios e Pineda;
- Arámbulo, Ayala e Quiñónez;
- N. Mosquera e Tenemás.

Autoreti
- Calonga (1, pro  Colombia)

## Arbitri
- Luis Ventre
- Tomás Antruejo
- João Etzel Filho
- Ovidio Orrego
- José Dimas Larrosa
- Arturo Yamasaki